# Helge Sunde

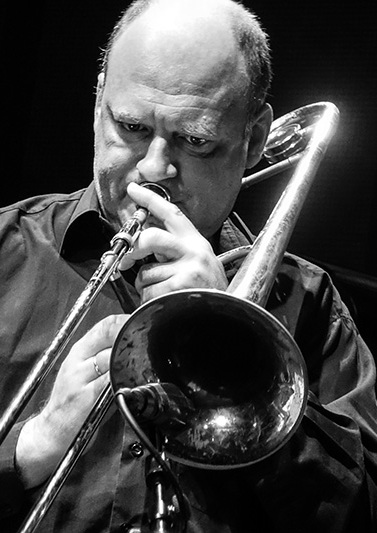
Helge Sunde (2015)

Helge Havsgård Sunde (* 9. Juni 1965 in Stryn) ist ein norwegischer Jazzmusiker (Posaune, Bigband-Leiter) und Komponist.

## Leben und Wirken
Sunde studierte Komposition an der Norwegischen Musikhochschule in Oslo bei Olav Anton Thommessen, Bjørn Kruse, Lasse Thoresen und Alfred Janson (Diplom 1995). Am Ende des Studiums stand die Veröffentlichung seiner Komposition Festina lente auf dem Album Absolute Pling-Plong: Eight ways of making music (mit sieben Kommilitonen). Als Arrangeur und Komponist für Sinfonieorchester und zeitgenössische Kammerensembles konnte er sich einen Namen machen. Bereits 1992 war er der Repräsentant seines Heimatlandes in der Bigband der EBU. Auf der Bühne ist der Posaunist und Multiinstrumentalist in Formationen wie dem Norwegischen Radio-Orchester, dem Listening Ensemble von Geir Lysne  (Sangam, 2004), dem Ophelia Ragtime Orchestra, der Band von Mory Kanté sowie als Leiter eigener Bands zu erleben. Für die Süddeutsche Zeitung war Sundes Bigband Denada mit seinen „pfiffigen Arrangements und einer hohen, perfektionistischen Spielkultur“ eine der Überraschungen des JazzFest Berlin 2010.
Auch wirkte er an Aufnahmen von Ole Paus (Biggle's testamente, 1992), Motorpsycho (Let'em Eat Cake, 2000), Arve Henriksen (Cartography, 2008), Wenche Myhre (In Concert, 2008) und Clémence Manachère ( Serpents et Échelles, 2024) mit.
Sunde war in der Vergangenheit auch Lehrer an der staatlichen Musikakademie, der Universität Oslo und an anderen Universitäten.

## Preise und Auszeichnungen
1990 wurde er als Mitglied der Oslo Groove Company, die er mit Kommilitonen wie Geir Lysne gegründet hatte, mit dem Spellemannprisen ausgezeichnet. 2010 erhielt er für seine Bigband-Tätigkeit den ECHO Jazz. 

## Diskographische Hinweise
- Rotations (Aurora, 2006; mit dem Norwegischen Radio-Orchester, Ensemble Ernst und Saxofon Concentus)
- Denada (ACT, 2007).[5]
- Finding Nymo (ACT, 2009).[6]
- Ensemble Denada Windfall (Ozella, 2013)[7]